# Антон Стефанов
Антон Стефанов е католически духовник, францисканец, вторият българин от Чипровци, назначен за никополски епископ през XVII в.

## Биография
Антон Стефанов е роден в Чипровци. Получава образование в Чипровци и в колежа към Францисканския манастир "Свети Мария" (Ара Чели) в Рим, който по онова време се ползва със славата на едно от най-престижните учебни заведения на Папската курия. След завръщането си в България заема последователно постовете „дифинитор“ и игумен на Чипровския манастир.
Пред 1673 е избран за главен викарий към Софийската архиепископия водена от архиепископ Петър Богдан за Влашко.
На тази служба получава възможност да установи тесни контакти с елита на влашкото княжество, които ще станат трамплин за по-нататъшната му дипломатическа и политическа кариера. През 1676 г. е назначен за приемник на Станиславов. Той е епископ на Никополската епархия в драматични, но славни, времена за католиците в България. Без да пренебрегва задълженията си на духовен наставник на павликяните, той следи и динамичната международна обстановка. В средата на 80-те години на XVII в. окуражен от победите на държавите от Свещената лига, той започва активна дипломатическа дейност. През 1687 измества резиденцията си във Влашко и почти веднага е акредитиран като представител на влашкия владетел Щефан Кантакузин при австрийския император Леополд I със задача да подготви почвата за присъединяване на отвъд дунавските княжества към обединените християнски сили. Благодарение на дипломатическите умения на българския прелат мисията му на влашки пратеник във виенския двор е неколкократно подновявана. 
Разгромът на Чипровското въстание го заварва на мисия във Виена. Това настройва част от католическите мисионери, които продължават да работят в България в това трудно време срещу него. Никополският епископ е обвинен, че докато епархията му останала „като вдовица без съпруг и деца без майка“той егоистично се оттеглил във Виена. Тези упреци обаче не са справедливи. За връщане не могло да се мисли; епископ Стефанов останал извън България.
Въпреки това той не престава да се труди за благото на българите. През 1689 когато във Виена се обмисля план за подновяване на спряното австрийско настъпление българинът излиза с един разгърнат проект до Леополд I. В документа отбелязва серия от мерки които да доведат до отслабване на османските земи и предаването на българските земи под византийска власт. Според Никополския епископ на трябва да се допуска масовото включване на българите в бъдещата военна кампания поради опасност от ексцесии. Достатъчно е да се изпратят 1000 българи и сърби, заедно с няколко опитни мъже, за да завладеят стратегическите проходи, а към тях впоследствие да се присъединят 3-4 души. Оптимистичните нагласи на Стефанов дори допускат „да бъде пленен самия турски владетел, ако се намира в София или Пловдив“. Но макар проектът да е приет благосклонен от Леополд, той не се реализира.    
През 1691 след смъртта на софийския архиепископ Стефан Кнежевич е предложен за негов приемник, но междувременно получава тежък мозъчен удар и губи частично зрението и слуха си. Едвам станал от легло, той потегля отново за Венеция за търси подкрепа за българската освободителна кауза. Силите му обаче се изчерпват и на 14 декември 1692 той починал във Венеция.  